# ستویانووو (استان مونتانا)
ستویانووو (به بلغاری: Stoyanovo) یک منطقهٔ مسکونی در بلغارستان است که در ورشتس واقع شده‌است.